# Juri Koledow
Juri Koledow (* 6. Februar 1932) ist ein ehemaliger sowjetischer Radrennfahrer und nationaler Meister im Radsport.

## Sportliche Laufbahn
Koledow war im Straßenradsport aktiv und Mitglied der sowjetischen Nationalmannschaft. 1956 gewann er die nationale Meisterschaft im Straßenrennen vor Boris Bebenin. 1958 siegte er im Etappenrennen Sotchi-Rundfahrt und gewann die UdSSR-Rundfahrt mit zwei Etappensiegen. 1958 wurde er Dritter in der Sotchi-Rundfahrt und bestritt die Internationale Friedensfahrt. Er wurde 44. der Gesamtwertung. 1956 kam er auf den 35. Platz.
Im Rennen der Amateure bei den Straßenradsport-Weltmeisterschaften 1956 wurde er 50., 1958 66.